# 무자유 노동
무자유 노동(無自由勞動, 영어: unfree labor) 또는 강제 노동(强制勞動, 영어: forced labor)은 공권력에 의한 제재 및 처벌 위협 하에 이루어지거나 자발적으로 제공되지 않는 모든 종류의 노동행위를 이른다. 국제 노동 기구는 교도행정상 징역형 및 순수한 군사적 목적(purely military character)으로 운용되는 징병제를 제외한 인력 유용 행위를 강제 노동으로 간주하고 있으며, 징용은 전시(戰時), 사변 및 기타 유사시에서의 강제노동에 해당한다.

## 상세
강제 노동을 세분화하면 채무에 기반한 노예 노동, 채무 노동이 있다. 그리고 가사 노예, 아동 노동과 불법적 모집 등이 있다. 역사적으로 강제 노동은 다양한 나라에서 다양한 형태로 보여져왔다.
전쟁에서 포로가 된 사람들을 수감한 포로 수용소에서도 강제노동이 부과되기도 한다. 그리고 병역 의무와 요역 등을 이유로 국가에서 자유인들에게 일정기간 강제노동을 시키는 행위는 오늘날에도 계속되고 있다. 현재의 노예 제도가 사라지고 부역도 건축공사등에 자유인들을 동원하는 요역은 사라져서 이 계통의 강제노동은 없으나 강제 수용소와 포로 수용소에서의 강제노동이 이루어진 역사적 사례가 있다. 
오늘날에도 병역의무로서 일부 징병제 국가에서의 강제노동은 계속되고 있다. 징병제의 경우, 양심적 병역거부에 의한 대체 복무를 제외한 다른 비군사적인 목적으로 강제노동을 하는 것은 금지하고 있다.
강제노동이 허용될 경우 국가가 국방의 의무를 빌미 삼아 노동이 가능한 자국민의 노동력을 징발할 근거가 생기기 때문이다.
그러나 징병제를 하고 있는 대한민국에서 양심적 병역거부는 불인정하면서 전투경찰과 의무경찰, 의무소방대, 사회복무제도, 공중보건의사 등 병역의무자들의 비군사적인 강제노동을 시키고 있어 문제가 되고 있다.
강제 노동의 주된 피해자는 바로 사회적 약자들이며, 아동과 여성이 대부분을 차지한다. 이러한 인권 침해에 대해서 선진국은 강제 노동을 통해서 생산된 제품에 대한 규제를 가하는 방식으로 근절하려는 시도를 하고 있다.

## 사례

### 과거
- 나치 독일의 유대인 강제 수용소
- 나치 독일의 전쟁포로 강제 노동 투입[14][15]
- 일본 제국의 조선인 강제 노역(하시마섬, 사도 금광)
- 일본 제국의 중국인 강제 노역[16][17][18]
- 일본 제국의 미국 전쟁포로 강제 노동 투입[19][20]

### 현재
- 조선민주주의인민공화국의 강제 수용소, 정치범 수용소
- 일부 후진국 및 개발도상국의 아동 노동

## 같이 보기
- 징용
- 강제 수용소
- 노예제
- 강제노동 협약
- 강제노동 폐지 협약